# Tällvasslidtjärnen
Tällvasslidtjärnen är en sjö i Vindelns kommun i Västerbotten och ingår i Umeälvens huvudavrinningsområde. Sjön har en area på 0,0235 kvadratkilometer och ligger 231 meter över havet. Vid provfiske har abborre, gädda och mört fångats i sjön.

## Delavrinningsområde
Tällvasslidtjärnen ingår i det delavrinningsområde (712793-170221) som SMHI kallar för Mynnar i Fäbodträsket. Medelhöjden är 258 meter över havet och ytan är 5,42 kvadratkilometer. Det finns inga avrinningsområden uppströms utan avrinningsområdet är högsta punkten. Vattendraget som avvattnar avrinningsområdet har biflödesordning 4, vilket innebär att vattnet flödar genom totalt 4 vattendrag innan det når havet efter 75 kilometer. Avrinningsområdet består mestadels av skog (80 procent). Avrinningsområdet har 0,02 kvadratkilometer vattenytor vilket ger det en sjöprocent på 0,4 procent.